# 黄河航运
黄河航运在历史上较为发达，北宋之后由于政治自然条件逐渐衰落，在陇海铁路竣工后，逐渐丧失了优势。三门峡水利枢纽建成后，由于没有修建航道，黄河中下游的航运基本中断。黄河下游修建大量取水工程，导致黄河水量减少，原有的航运部门现在已经关闭。

## 现状
现在黄河上游尚可通航。